# 7-Aminonaphthalin-1-sulfonsäure
7-Aminonaphthalin-1-sulfonsäure (Trivialname Badische-Säure) ist eine chemische Verbindung aus der Gruppe der Buchstabensäuren.

## Gewinnung und Darstellung
Zur Herstellung der Badische-Säure gibt es im Wesentlichen zwei mögliche Synthesewege. Ein typisch industrieller Syntheseweg geht von 2-Aminonaphthalin aus, welches mit der 3-fachen Menge an konzentrierter Schwefelsäure bei 100–105 °C umgesetzt wird. Dabei entsteht allerdings ein Gemisch aus vier verschiedenen Aminonaphthalinsulfonsäuren, bei denen jeweils die Sulfonsäuregruppe an dem einen Ring des Naphthalingrundkörpers sitzt und die Aminogruppe am anderen. Die Trennung der Isomere ist über deren Salze möglich.
Wenn besonders reine Badische-Säure erhalten werden soll, kann stattdessen die Croceinsäure als Edukt verwendet werden. Wird diese in ihr Kaliumsalz überführt, lässt sich im Autoklav zusammen mit Ammoniakgas die Badische-Säure erhalten.